# TC Televisión
TC Televisión  è un canale televisivo ecuadoriano pubblico edito da Cadena Ecuatoriana de Televisión S.A..
Fu fondato il 1º marzo 1967 dall'imprenditore Ismael Pérez Perasso e cominciò le sue trasmissioni il 30 maggio 1969.

## Storia
Inizia le sue trasmissioni il 30 maggio 1969, con la creazione de "Cadena Ecuatoriana de Televisión Canal 10 de Televisión". Il canale viene creato con il nome "Televicentro" da Ismael Pérez Perasso. Apre il suo segnale con programmi orientati alla classe popolare.
Il nome cambia il 15 settembre 1993 in "TC Televisión", rinnovando la sua programmazione e l'immagine del canale. Due anni dopo iniziano le costruzioni per l'edificazione di un nuovo edificio per il canale che viene augurato nel 1997.
Nel 2012 il canale diventa "TC Mi Canal".

## Slogan
- 2002 - 2010: PonTC
- 2010: Estamos trabajando por ti
- 2011: Ponte 10
- Attuale: Mi Canal!